# Fenda Subglacial Bentley

A  Fenda Subglacial Bentley é uma grande trincheira na Antártida, 80°S, 115°W.  A 2555 metros (8,383 pés) abaixo do nível do mar, é o mais baixo ponto na superfície da terra não coberta por oceano, embora coberto por gelo. É semelhante em tamanho à nação do México.
A trincheira foi nomeada Charles Bentley em homenagem ao geofísico que conduziu muitas expedições científicas na Antártica.